# Coleophora propinqua
Coleophora propinqua é uma espécie de mariposa do gênero Coleophora pertencente à família Coleophoridae.